# Torre de Belém
La torre de Belém es una antigua construcción militar situada en la ciudad de Lisboa, capital de Portugal. Es una obra de Francisco de Arruda y Diogo de Boitaca que tuvo gran importancia en la Era de los Descubrimientos de Europa, ya que sirvió como fortaleza y como puerto desde donde partieron los exploradores portugueses para establecer el que sería el primer comercio europeo en la historia con China e India. Cuando dejó de servir como defensa de invasores en el estuario del río Tajo se utilizó como prisión, como faro y también como centro de recaudación de impuestos para ingresar en la ciudad.
Se encuentra situada en la desembocadura del río Tajo, en el barrio de Santa Maria de Belém, al suroeste de Lisboa. Junto con el Monasterio de los Jerónimos, la Torre de Belém fue declarada Patrimonio de la Humanidad por la Unesco en 1983.
También es conocida como Torre de San Vicente, ya que fue erigida en honor a San Vicente Mártir, patrono de Lisboa. Su nombre original era Castelo de São Vicente a par de Belém.

## Historia

### Construcción(1516-1519)
En el siglo XVI, el rey Juan II de Portugal diseñó un sistema defensivo para el estuario del Tajo que incluyó las fortalezas de Cascaes y São Sebastião en Caparica en la zona meridional del río. Estas fortalezas no protegieron al completo la desembocadura, por lo que se requirió una protección añadida. En la Crónica de Juan II, aparecida en 1545, el autor Garcia de Resende afirmó que el monarca tenía una mala opinión de las defensas de Lisboa y que había insistido en construir más fortificaciones a la entrada del río Tajo para suplementar las existentes. Con este objetivo, ordenó la «construcción de un gran fuerte», pero su fallecimiento terminó con estos planes, por lo que el monarca Manuel I de Portugal recuperó la propuesta dos décadas más tarde y mandó erigir una fortificación militar en el margen norte del Tajo en Belém. En 1513, Lourenço Fernandes escribió una misiva a sus amigos en la que mencionaba las intenciones del rey de construir una torre cerca de Restelo Velho, considerándolo esencial.
El proyecto comenzó sobre una roca basáltica saliente a poca distancia de la ribera, utilizando algunas de las piedras recolectadas para la construcción del monasterio de Santa Maria de Belém. La torre fue diseñada por el arquitecto militar Francisco de Arruda, denominado como el «maestro de las obras de la fortaleza de Belém» por el rey Manuel I, y en 1516 recibió 763 bloques y 504 piedras para su construcción, entregadas por Diogo Rodrigues, tesorero del proyecto. Mientras que la edificación progresaba, un gran barco de guerra de 1.000 toneladas, llamado el Grande Nou (Gran Nave), protegió el estuario del Tajo hasta la conclusión de las obras.
El edificio fue inaugurado en 1519, dos años antes del fallecimiento de Manuel I, y Gaspar de Paiva fue elegido temporalmente como comandante de la fortaleza; su misión se hizo permanente el 15 de septiembre de 1521, cuando fue nombrado primer capitán general, o alcalde, y la fortaleza fue llamada castillo de San Vicente (Castelo de São Vicente de Belém), en honor al patrón de Lisboa.

### Añadidos posteriores
En 1571, Francisco de Holanda advirtió al monarca de que era necesario mejorar las defensas costeras para proteger la capital del reino, para lo que sugirió la construcción de un fuerte inexpugnable que defendiera fácilmente Lisboa y el fortalecimiento, reparación y finalización de la torre de Belém, hechos que podrían solucionarse sin un coste elevado. Francisco diseñó un bastión rectangular mejorado con varias torretas. En 1580, durante la Batalla de Alcántara, las guarniciones establecidas en la torre se rindieron a las fuerzas españolas comandadas por el duque de Alba. Tras esta derrota, las mazmorras de la torre se convirtieron en prisión hasta 1830. Asimismo, se construyeron los Barracones de Felipe durante el último cuarto del siglo XVI, un espacio rectangular de dos plantas construido sobre el bastión, dotándole a la estructura de esa visión que se ha conservado hasta la actualidad, con cruces esculpidas de la Orden de Cristo y torretas con bóvedas.
En 1589, Felipe II de España y I de Portugal ordenó al ingeniero italiano João Vicenzio Casale la construcción de un fuerte donde se ubicaba el «inútil castillo de São Vicente». El ingeniero presentó tres diseños, proponiendo que el bastión fuera rodeado por otro nuevo de grandes dimensiones, aunque este proyecto nunca llegó a materializarse.
Un códice de 1633 para la Casa de Cadaval se insertó en una de las plantas, en uno de los arcos de los barracones y en uno de los cuatro grandes arcos en lo alto de la fachada sur. Del mismo modo, existe una referencia del año 1655 inscrita en una placa ubicada en el muro norte del claustro, que certifica la función de la torre como aduana, punto de control y navegación a lo largo del Tajo; los navíos estaban obligados a pagar una tasa al acceder al puerto, cuyo precio fue ascendiendo.

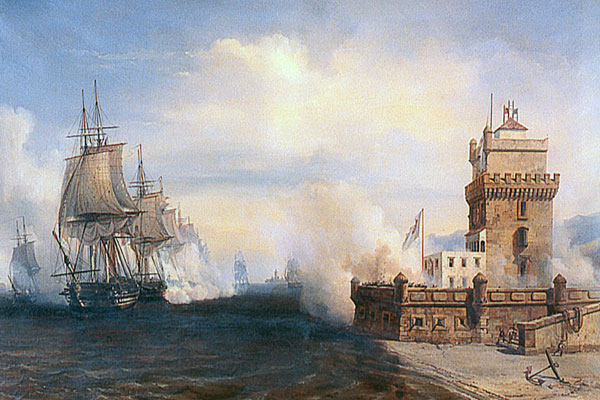
Incidente Roussin dirigido por el almirante francés Albin Roussin el 11 de julio de 1831 ante la torre de Belém.

Entre 1780 y 1782, bajo el reinado de María I de Portugal, el general Guilherme de Valleré construyó el fuerte del Buen Suceso, cuyas baterías estaban conectadas a un corredor occidental hasta la torre. Cuando las fuerzas francesas napoleónicas invadieron Lisboa durante la Guerra Peninsular, un destacamento de sus tropas se instaló en el interior desde 1808 hasta 1814. Tras la retirada francesa, William Beresford aconsejó el fortalecimiento de las baterías de artillería costeras a lo largo del Tajo y el traslado de las más destacables hasta las esquinas del bastión de la torre, con el objetivo de mejorar la protección de los soldados, debido a que los muros tenían una altura baja.
El rey Miguel I de Portugal (r. 1828-1834) utilizó las mazmorras para encarcelar a sus opositores liberales, mientras que otra planta fue utilizada como aduana para los navíos hasta que el impuesto a embarcaciones extranjeras fue abolido en 1833. Durante el reinado de María II de Portugal, Almeida Garrett protestó por las pésimas condiciones en las que se encontraba el lugar y persuadió al duque de Terceira para que comenzaran obras de restauración bajo el ingeniero militar António de Azevedo e Cuhna. Este arquitecto demolió los Barracones de Felipe y amplió los elementos evangelistas en 1845-46. Entre 1865-67 se instaló un pequeño faro en la terraza sureste del edificio y comenzó un servicio de telegrafía, mientras se construía una fábrica de gas en las cercanías, cuya emisión de humo pronto conllevó varias protestas.

### Monumento turístico

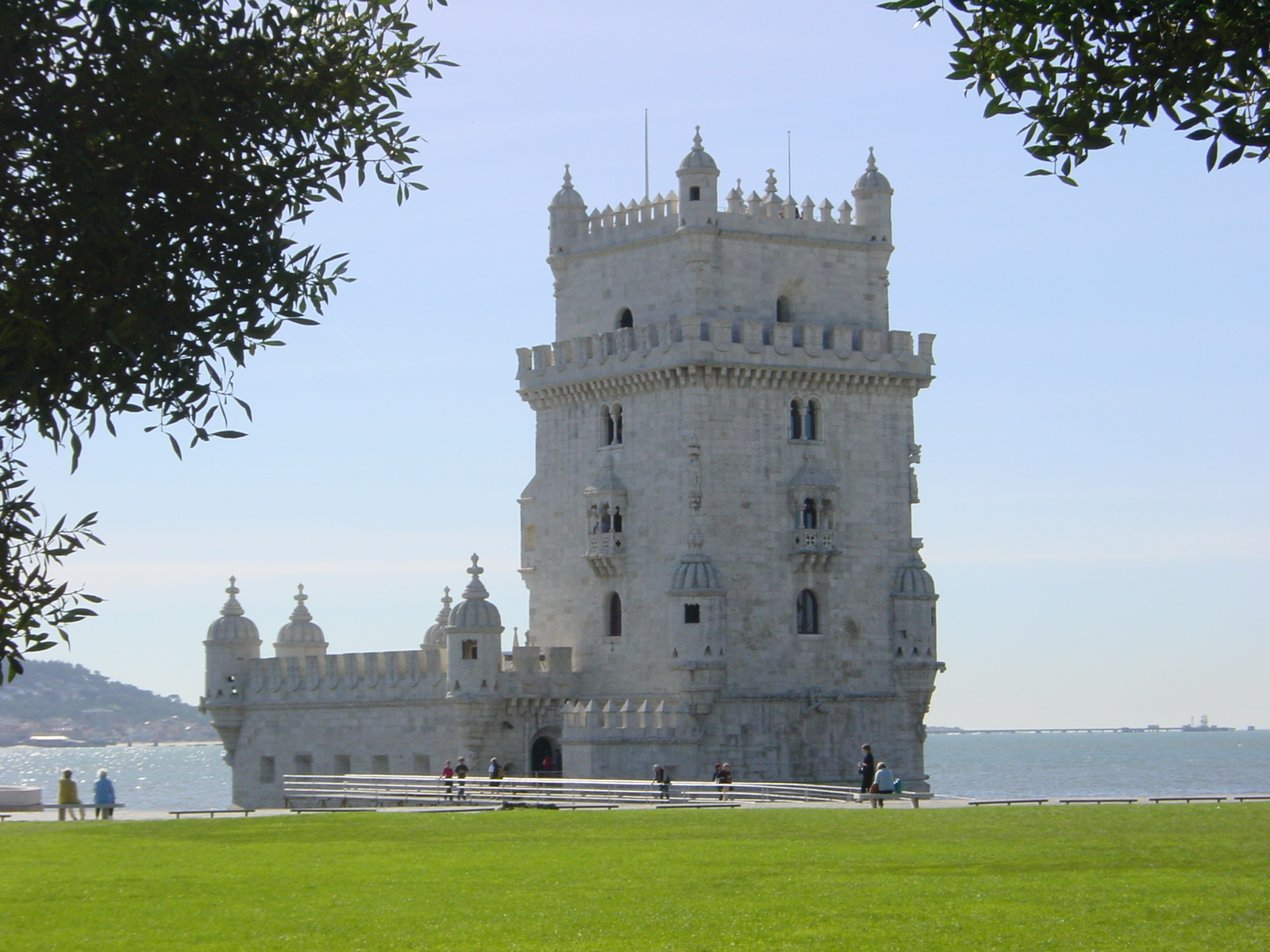
Vista de la torre de Belém.

Las primeras acciones con el objetivo de preservar y rehabilitar la torre comenzaron a finales del siglo XX. En un primer momento, la propiedad de la torre pasó a manos del Ministerio de Finanzas en 1940, quien realizó pequeños trabajos de conservación. Más tarde, se eliminaron las estancias militares de las almenas y se construyó el claustro interior. El diseñador António Viana Barreto comenzó un proyecto en 1953 de tres años de duración en el que integró la torre al litoral costero. En 1983 la torre de Belém acogió la XVII Exhibición Europea de Arte, Ciencia y Cultura, y se realizaron varios proyectos en la misma como la cubrición del claustro con un plástico transparente. Ese mismo año fue inscrita como Patrimonio de la Humanidad por la Unesco.
En la década de 1990, la propiedad fue transferida al Instituto Português do Património Arquitectónico (predecesor de IGESPAR), quien comenzó una restauración del edificio desde febrero de 1997 hasta enero de 1998; cuya remodelación incluyó el fortalecimiento de la torre y el bastión, remozando la balconada sur con acero inoxidable y resina epoxi, el tratamiento de los morteros y una limpieza estructural general. Las estatuas de San Vicente de Huesca y del arcángel Miguel recibieron el mismo tratamiento. En 1999 el proyecto recibió el Premio Europa Nostra por su restauración exterior. El 7 de julio de 2007 la torre de Belém fue clasificada como una de las Siete Maravillas de Portugal. En la actualidad, la torre es uno de los monumentos más importantes y representativos de la ciudad de Lisboa y de todo Portugal, con gran afluencia de turistas durante todo el año. En 2014 recibió cerca de 531 000 visitantes.

## Características
La Torre de Belém era parte de un sistema de defensa triple conformado con el baluarte de Cascaes y el fuerte de San Sebastián de Caparica, en la costa opuesta del Tajo.
El monumento tiene  las influencias islámicas y orientales, que caracterizan el estilo manuelino y marca el fin de la tradición medieval de las torres de homenaje, formando uno de los primeros baluartes para artillería en Portugal.
Parte de su belleza reside en la decoración exterior, adornada con cuerdas esculpidas en piedra, galerías abiertas, torres de vigilancia en estilo mozárabe y almenas en forma de escudos decoradas con esferas armilares, la cruz de la Orden de Cristo y elementos naturalistas, como un rinoceronte, alusivos a los descubrimientos en ultramar. El interior gótico, localizado bajo el piso inferior, sirvió como armería y prisión y es muy austero.

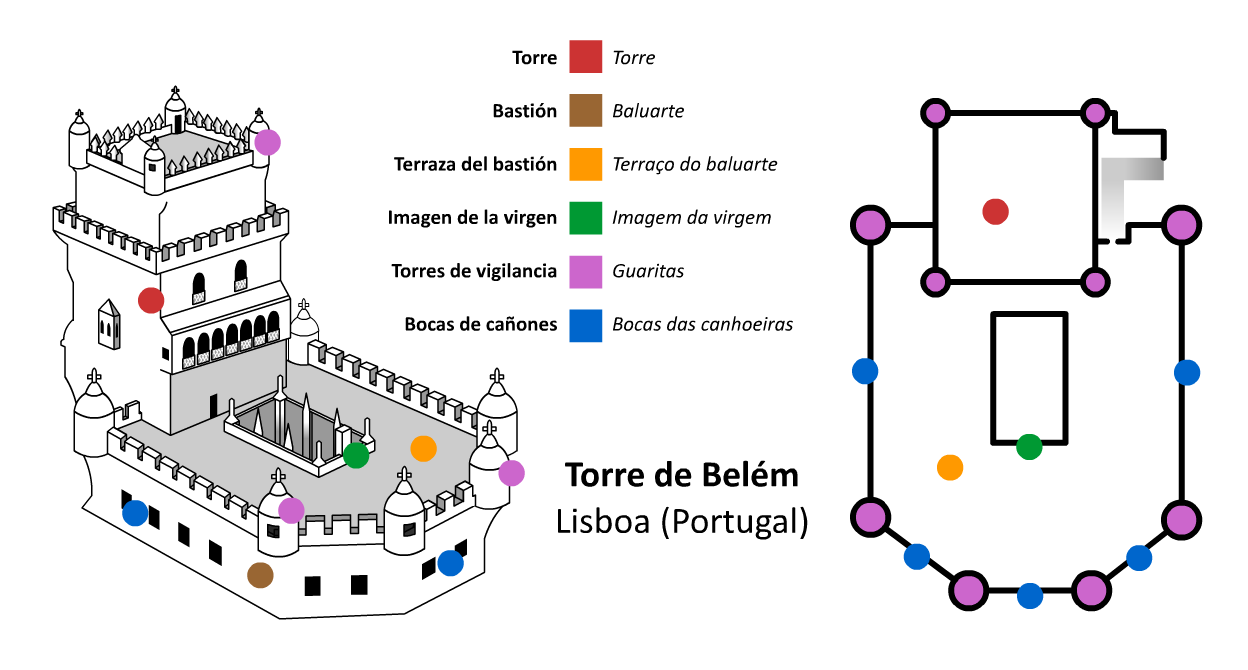
Esquema y planta de la Torre de Belém.

Su estructura se compone de dos elementos principales: la torre y el baluarte. En los ángulos del piso inferior de la torre y del baluarte, sobresalen garitas cilíndricas coronadas por cúpulas con forma de gajos de naranja, ricamente decoradas en cantería de piedra.
La torre cuadrangular, de tradición medieval, se eleva cinco pisos por encima del baluarte, de la siguiente forma:
| Primer piso  | Sala del Gobernador | Con techo abovedado y cubierto de cal. En las esquinas noreste y noroeste están los accesos a las torres de vigilancia. |  |
| Segundo piso | Sala de los Reyes   | Con techo elíptico y chimenea decorada con semiesferas. La sala accede al balcón con vista al sur, hacia la terraza del baluarte.                                                                                            |  |
| Tercer piso  | Sala de Audiencias  | En la pared sur de la sala hay dos ventanas con balaustrada y arco semicircular con arquivoltas, con vista a la terraza del baluarte.                                                                                        |  |
| Cuarto piso  | Capilla             | La sala que albergaba el oratorio tiene una cúpula polinervada con símbolos reales manuelinos: una esfera armilar, la Cruz de la Orden de Cristo y el escudo real.                                                           |  |
| Quinto piso  | Terraza de la torre | Desde lo alto de la torre se pueden observar la terraza del baluarte, el estuario del río Tajo, la Capilla de San Jerónimo, el Monasterio de los Jerónimos y el Monumento a los Descubrimientos (Padrão dos Descobrimentos). |  |

La nave del baluarte poligonal, ventilada por un pequeño claustro, tiene dieciséis aberturas para cañoneras de tiro rasante. El terraplén, guarnecido por almenas, constituye una segunda línea de fuego, estando localizado en el Santuario de Nuestra Señora del Buen Suceso, patrona del lugar, también conocida como la Virgem do Restelo.

### La figura del rinoceronte
Sobre la fachada oeste aparece la figura de un rinoceronte, homenaje a un ejemplar que fue llevado a Lisboa poco antes de que se iniciara la construcción de la torre. El rinoceronte fue un presente del gobernador de la India portuguesa, Alfonso de Albuquerque, al rey Manuel I. El 20 de mayo de 1515 llegó el animal al puerto de Belém, cerca de donde más tarde se erigiría la torre, en medio de gran interés dado que era el primer rinoceronte en suelo europeo en más de mil años, desde la época del imperio romano. El animal fue tan popular en aquellos días que no solamente se incluyó su figura en la decoración de la Torre de Belém, sino que el impresor Valentim Fernandes representó y describió al detalle la anatomía del ejemplar, lo que inspiró al pintor alemán Alberto Durero, quien jamás vio un rinoceronte, a realizar la famosa xilografía conocida como Rinoceronte de Durero.

## La torre como prisión
Durante la Tercera Dinastía (1580-1640), la Torre de Belém fue utilizada para albergar al menos un centenar de presos políticos. Entre los más famosos figuran Francisco Manuel de Melo (escritor y político), Francisco de Castro (inquisidor general), Sebastião de Matos Noronha (arzobispo de Braga), João de Almeida e Portugal (marqués de Alorna) y el mariscal Gomes Freire de Andrade, nieto de un gobernador de la Torre de Belém.

## Galería

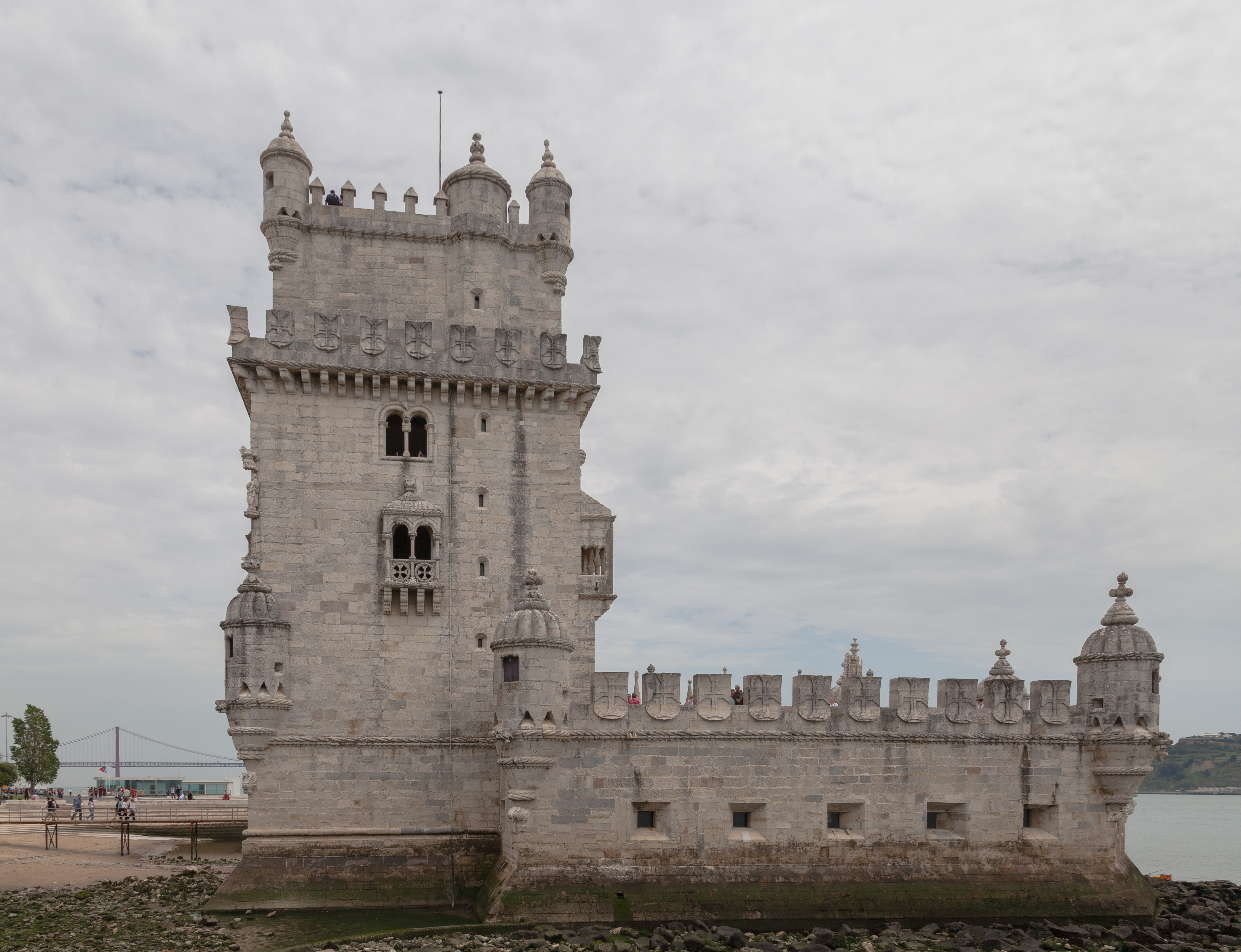
Torre de Belém, "ex libris" de Lisboa.
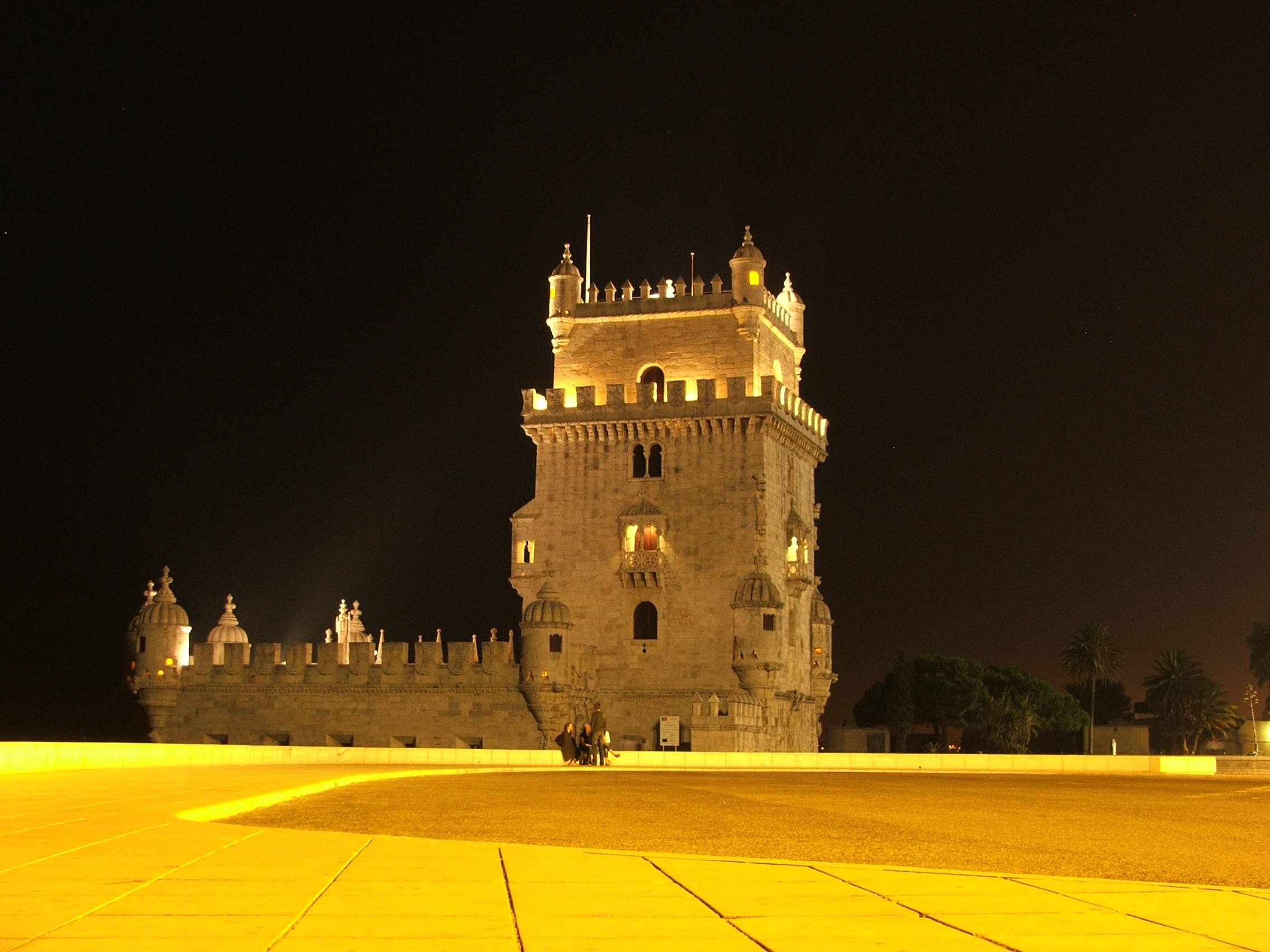
Vista nocturna.
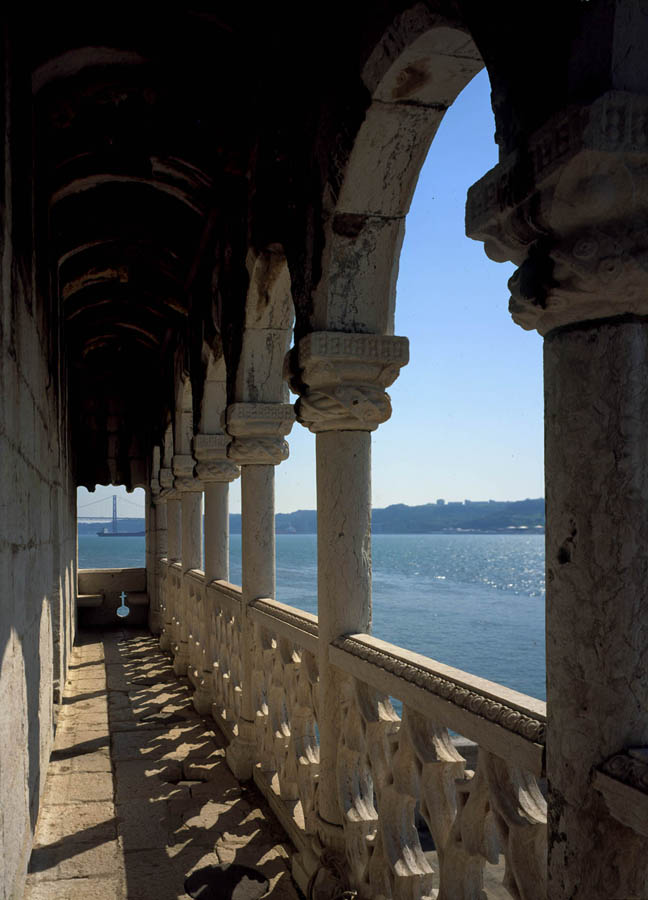
Loggia renacentista.
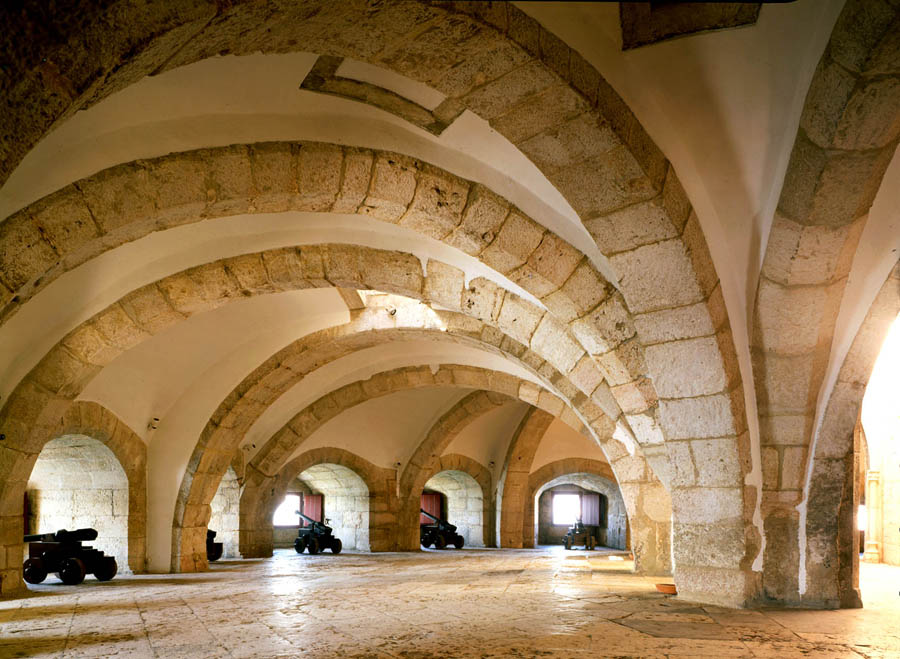
Cañones en la Torre.
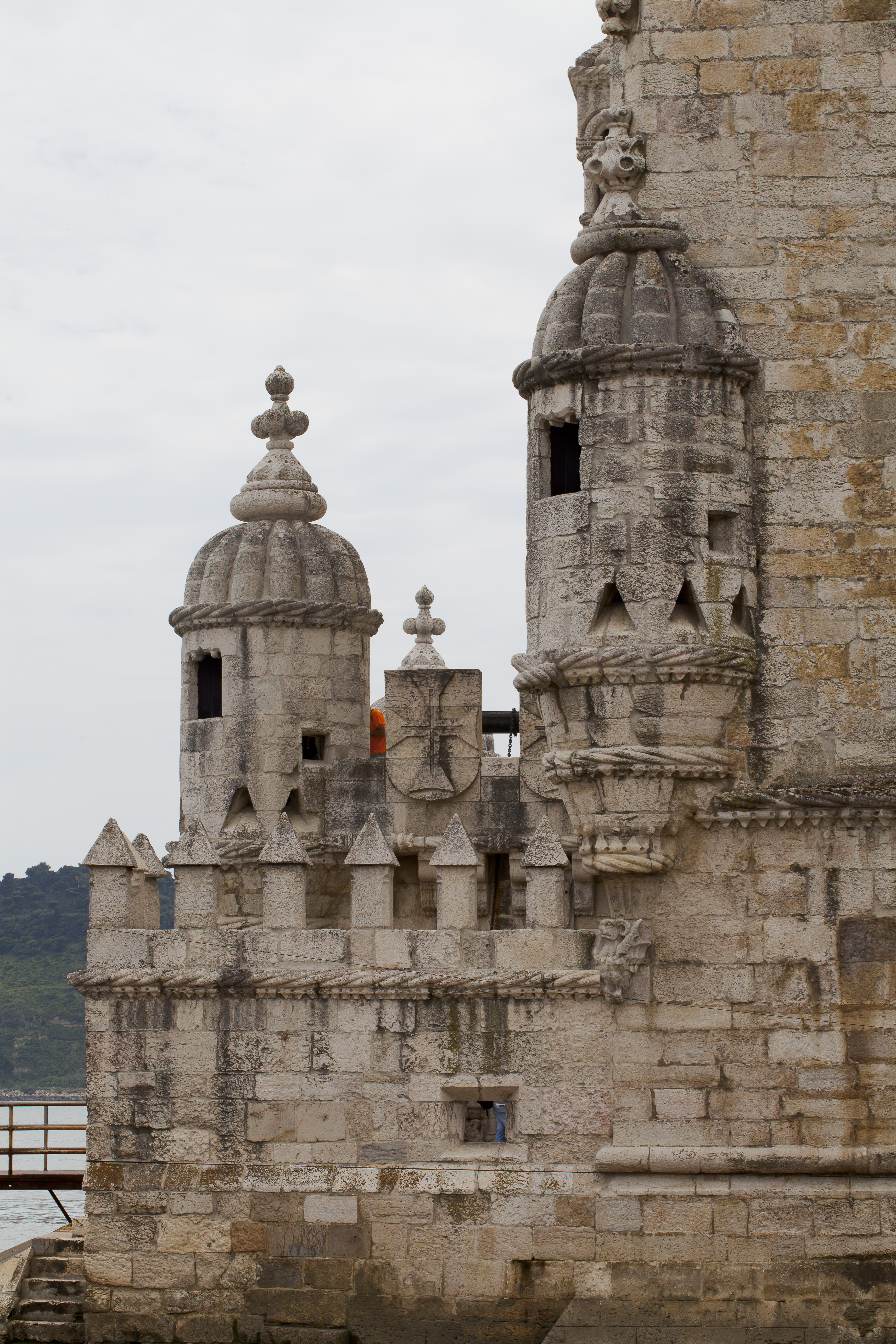
Garitas de centinela.
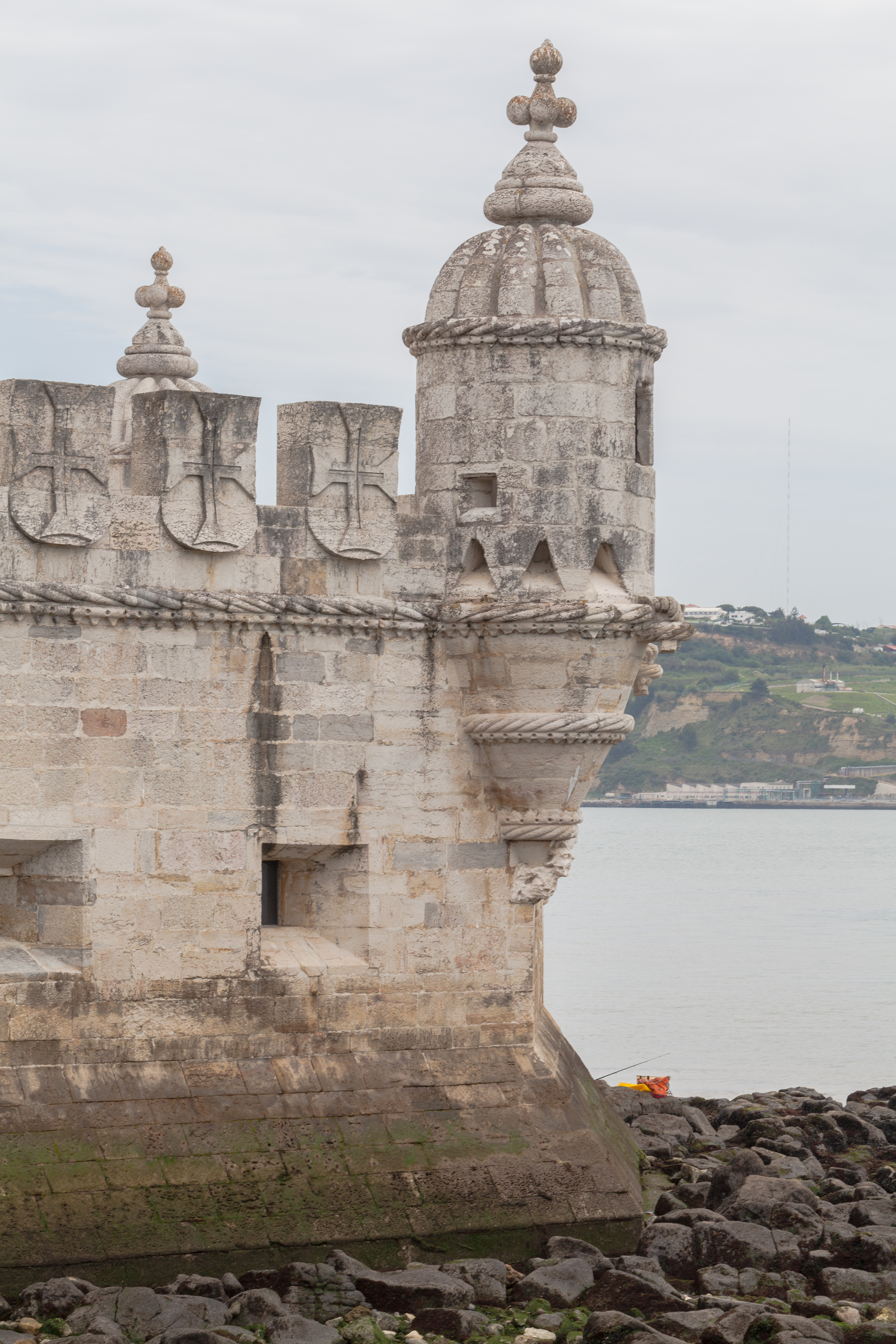
Detalle de una garita.
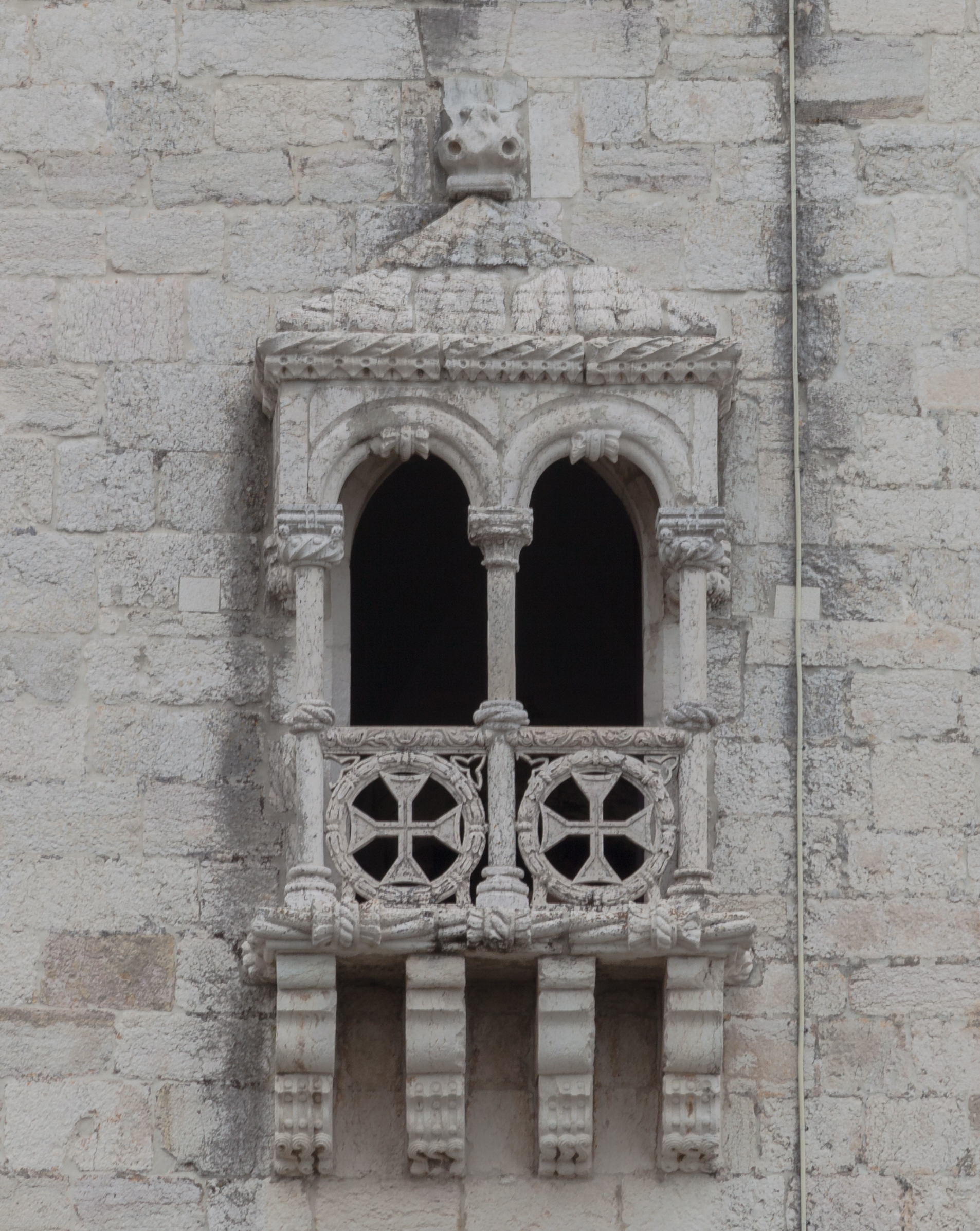
Balcón.
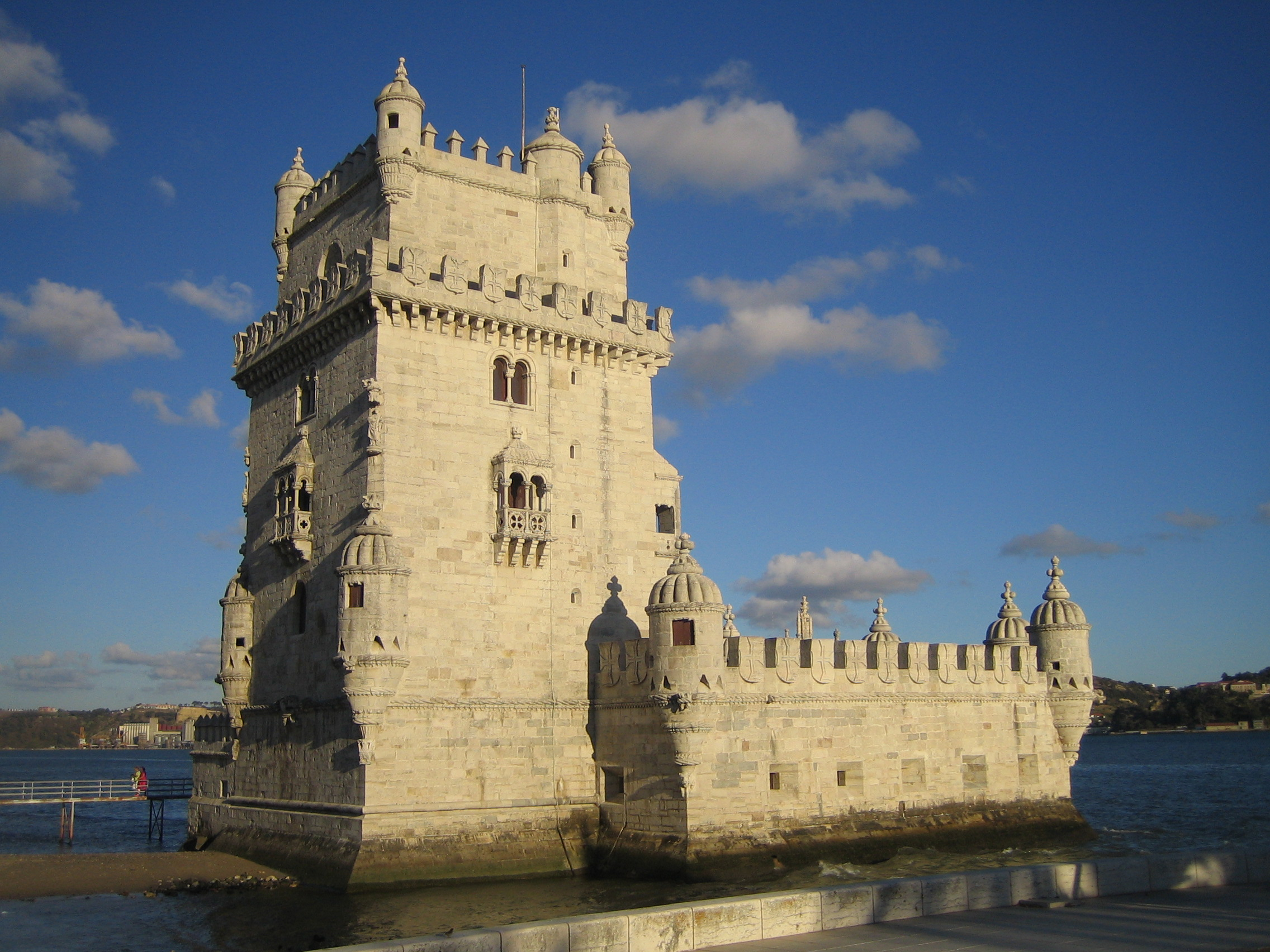
Fachada oeste.